# Bunad
En bunad er den norske festdragt, baseret på traditionelle folkedragter.
Bunad stammer fra det oldnordiske búnaðr og betyder tøj. Bunad er meget populær i Norge den 17. maj og til højtider som konfirmation og bryllup. 
Til kvindedragterne hører en række sølvsmykker kaldet søljer.